# Issé (pastorale)

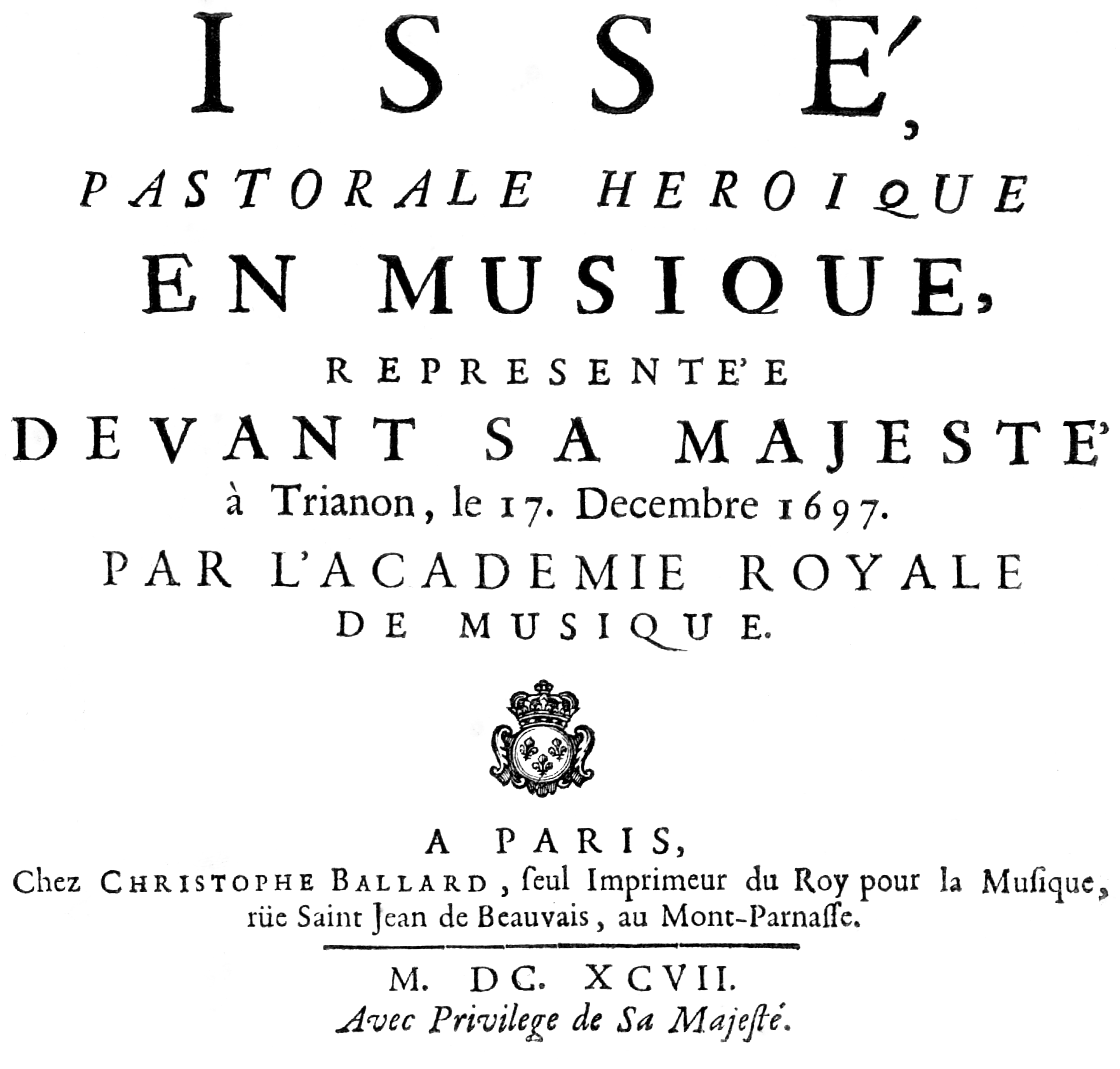
Issé.

Issé est un opéra, plus précisément une pastorale héroïque écrite par le compositeur français André Cardinal Destouches. Elle est constituée d'un prologue et de trois actes. Le livret est d'Antoine Houdar de la Motte.

## Historique des représentations
La première représentation de l'opéra eut lieu à Fontainebleau le 7 octobre 1697, et la seconde représentation au Trianon de Versailles le 17 décembre de la même année. En 1708 Destouches réécrit l'œuvre et la développe en 5 actes. Madame de Pompadour interpréta le rôle principal lors d'une reprise en 1749.

## Résumé de l'action
Apollon (Apollon), sous les traits du berger Philémon, poursuit la nymphe Issé, tandis que Pan s'intéresse à Doris. 

## Discographie
Judith van Wanroij, Issé, Chantal Santon-Jeffery, Doris, Eugénie Lefebvre, La première Hespéride, une Nymphe, une Dryade, Mathias Vidal, Apollon (sous les traits du berger Philémon), Thomas Dolié, Hylas, Matthieu Lécroart, Jupiter, Pan, Etienne Bazola, Hercule, le Grand Prêtre, Stéphen Collardelle, Un Berger, Le Sommeil, L'Oracle, Les Chantres du Centre de musique baroque de Versailles, Ensemble Les Surprises, Louis-Noël Bestion de Camboulas (Dir.). 2 CD Ambronay éditions 2019

## Sources
- (it) Amadeus Almanac (7 octobre 1697)
- Le magazine de l'opéra baroque by Jean-Claude Brenac
- Caroline Wood (1992), Issé in The New Grove Dictionary of Opera, ed. Stanley Sadie (London)  (ISBN 0-333-73432-7)